# Gasthaus Dorfstraße 12
Das ehemalige Gasthaus Dorfstraße 12, Ecke Kirchstraße in Colnrade, Samtgemeinde Harpstedt, stammt von 1901. Es ist heute ein Wohn- und Geschäftshaus.
Das Gebäude steht unter Denkmalschutz (Siehe auch Liste der Baudenkmale in Colnrade).

## Geschichte
Das zweigeschossige, giebelständige, verklinkerte späthistorisierende Eckgebäude mit Satteldächern wurde 1901 gebaut. Der Giebel mit mittigem Eingang und zwei Rundbogenfenstern im Obergeschoss wird durch den hölzernen konstruktiven Segmentbogen im Giebeldreieck betont. Die Seite zur Kirchstraße mit dem mittigen fünfachsigen Giebelrisalit wiederholt im Giebel diese Gestaltung. Die Fensterrahmungen im Erdgeschoss zur Dorfstraße weisen neoklassizistische Ädikulä und Kantenquaderung auf. Geschossteilende Gesimse und horizontale Bänder gliedern die Fassade an der Kirchstraße. Die eingeschossigen südlichen Anbauten mit Pultdach bzw. Walmdach haben korbbogige Fenster.
Den Gasthof zur Post eröffnete Johann Harms, dem sein Sohn als Betreiber folgte. In dem Haus waren auch die Post und eine Filiale der Kreissparkasse untergebracht. In dem späteren größeren Anbau war ein Saal.
Das Haus wurde 2003 saniert und dient heute (2022) als Wohn- und Geschäftshaus (Ofenhaus).